# Château de Bouchout
Pour les articles homonymes, voir Bouchout.
 (février 2023).
Le château de Bouchout (prononcé en français : [bukaut], prononcé en néerlandais : [ˈbuxʌu̯t]), en Flandre dans la commune de Meise, province du Brabant flamand, est un château fort de plaine belge dont l’origine remonte au XIIe siècle. Situé au cœur du Jardin botanique de Meise, le château abrite une exposition permanente sur l'histoire du domaine et de ses habitants.

## Histoire
Le château est à l’origine une forteresse de la ligne de défense du duché de Brabant érigée par Guillaume de Crainhem en vue de freiner les ardeurs du Seigneur de Grimbergen qui possédait aussi un château à Meise dans une propriété contiguë. Ce sont les descendants de Guillaume de Crainhem qui au XIVe siècle construisent la tour carrée.
Après le XVe siècle, le château devient notamment la propriété des La Marck, et est acquis en 1537 par le célèbre humaniste et conseiller de l'empereur Charles-Quint, Maximilianus Transylvanus.
Il passe ensuite aux d’Assonville puis à la famille de France (en Artois) par l'intermédiaire de Marguerite d'Assonville épouse de Jérôme Gaspard de France, baron de Bouchout et enfin aux Roose.
En 1683, le château, assiégé par les troupes de Louis XIV, est gravement endommagé. La famille Roose entreprend d’importantes restaurations dans les années qui suivent le désastre. Pierre Ferdinand de Roose, seigneur de Bouchout de 1678 à 1700, transforme le château médiéval en un Castellum Bouchaut d'influence Renaissance.

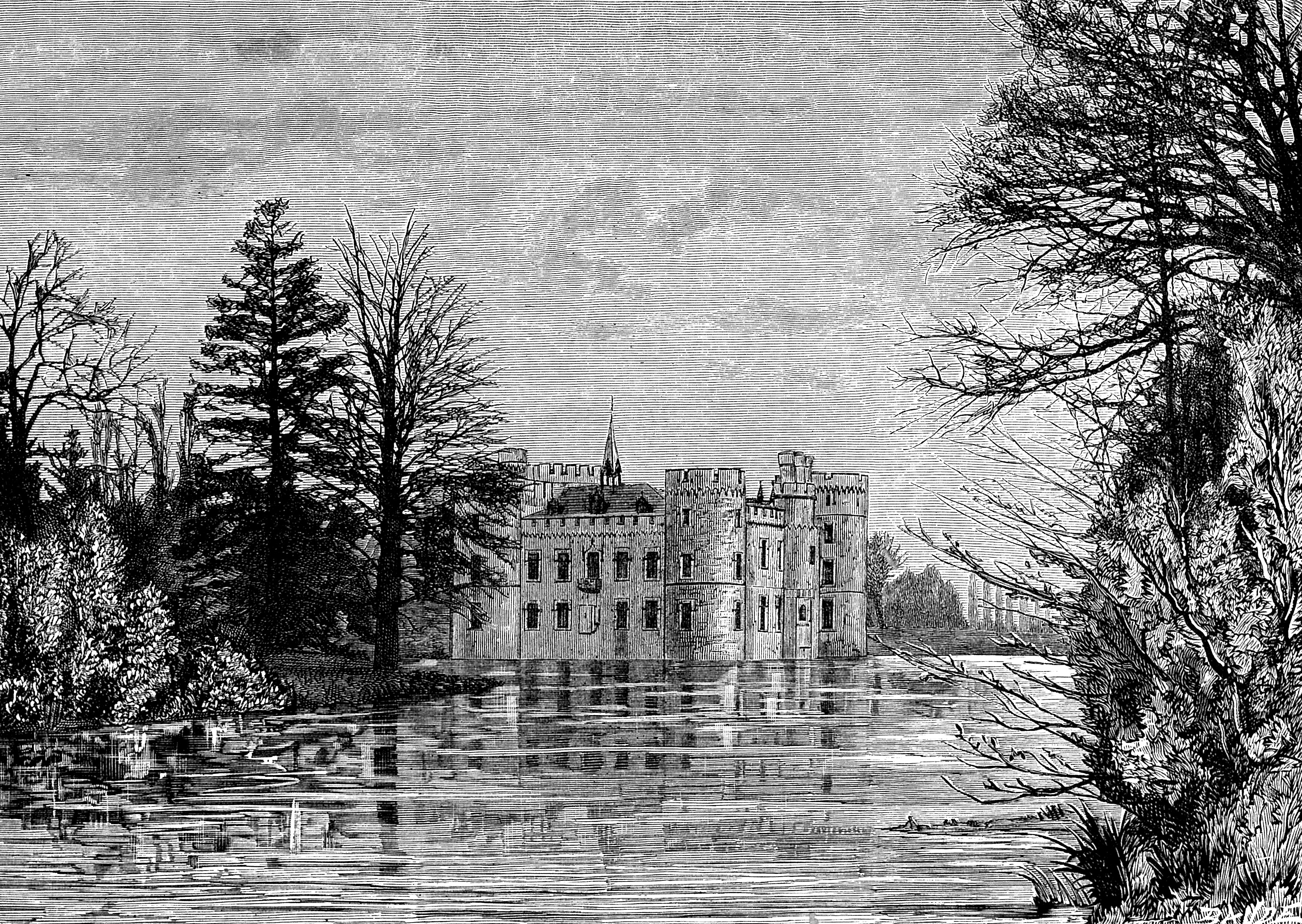
Le château de Bouchout, résidence de l'impératrice Charlotte (gravure de Charles Baude) (1880).

En 1830, le château passe par mariage à la famille de Beauffort lorsqu'Élisabeth de Roose de Baisy épouse Amédée de Beauffort. À partir de 1832, Amédée de Beauffort y entreprend d’importantes reconstructions dans le style néogothique, à la mode à cette époque. Le comte de Beauffort meurt en 1858. En 1879, son fils aîné, Léopold de Beauffort qui a également embelli le château de Bouchout, le vend au roi des Belges Léopold II. Peu de temps après, Léopold II fait l’acquisition du château voisin de Meise et de son parc et les englobe dans une même vaste propriété où il installe sa sœur Charlotte de Belgique, veuve de l’empereur Maximilien de Habsbourg après l'échec de l'expédition du Mexique. Cette dernière meurt au château de Bouchout le 19 janvier 1927.
En 1938, l’État belge achète le domaine de Bouchout en vue d’y installer le Jardin botanique de l'État, trop à l'étroit dans son site bruxellois ; l'institution deviendra le Jardin botanique national de Belgique en 1967, puis le Jardin botanique de Meise en 2014.
Le château est restauré une première fois par James Allard entre 1964 et 1970 ; une seconde restauration est entreprise dans les années 1980. Utilisé comme lieu d'expositions, de réceptions et de congrès, le château abrite une exposition permanente de l'histoire du domaine et de ses habitants.

## Galerie

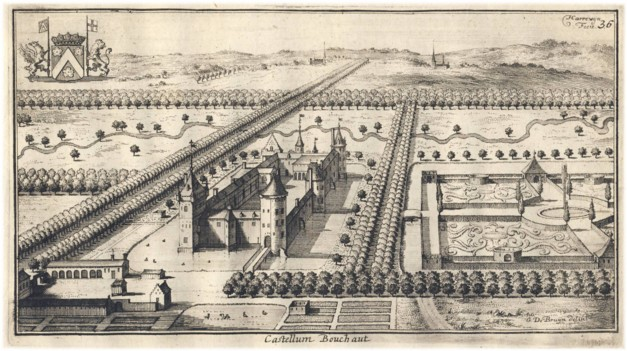
Vue du château de Bouchout en 1706.
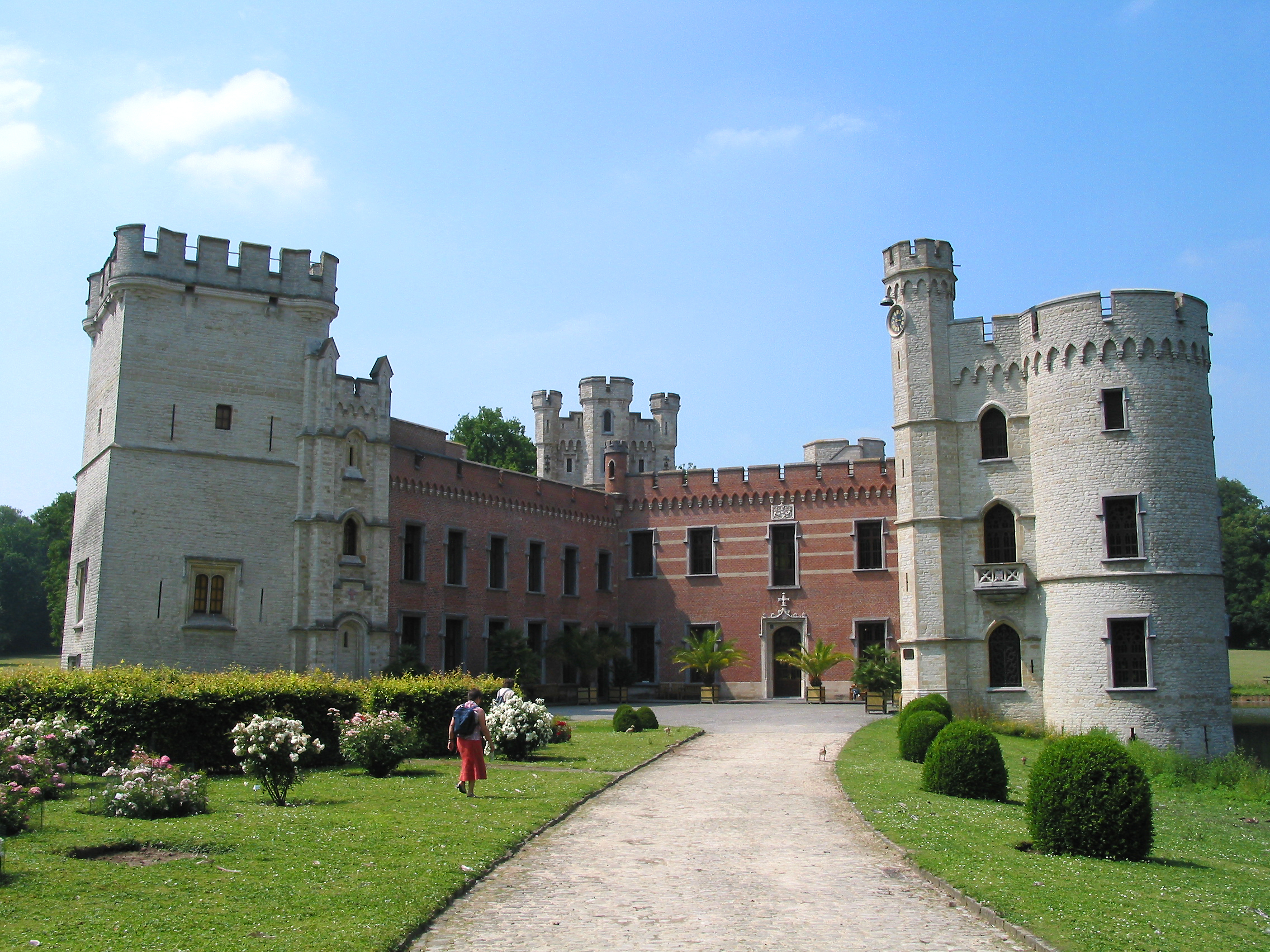
Château de Bouchout en 2005.
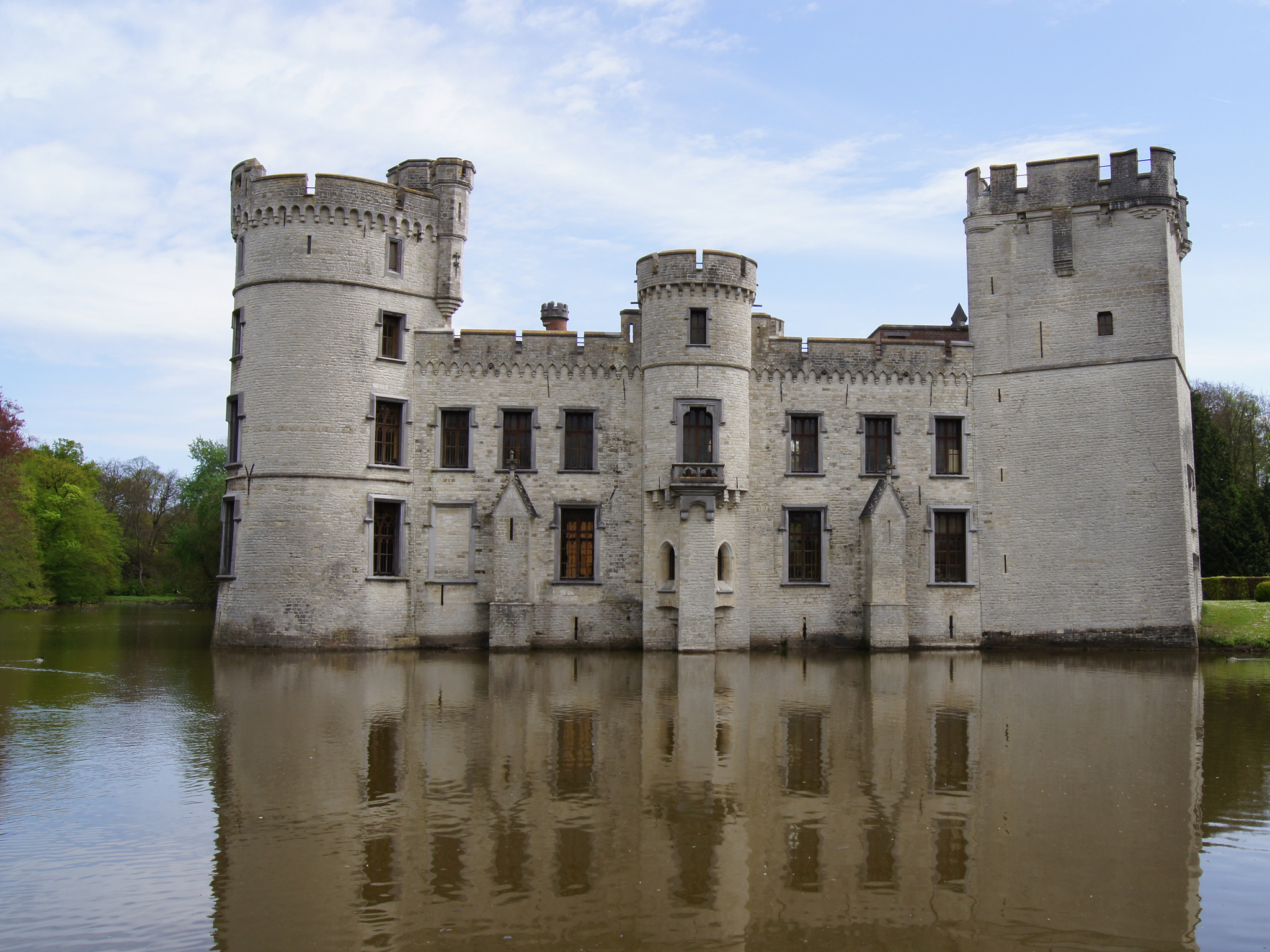
Façade arrière dominant l'étang.
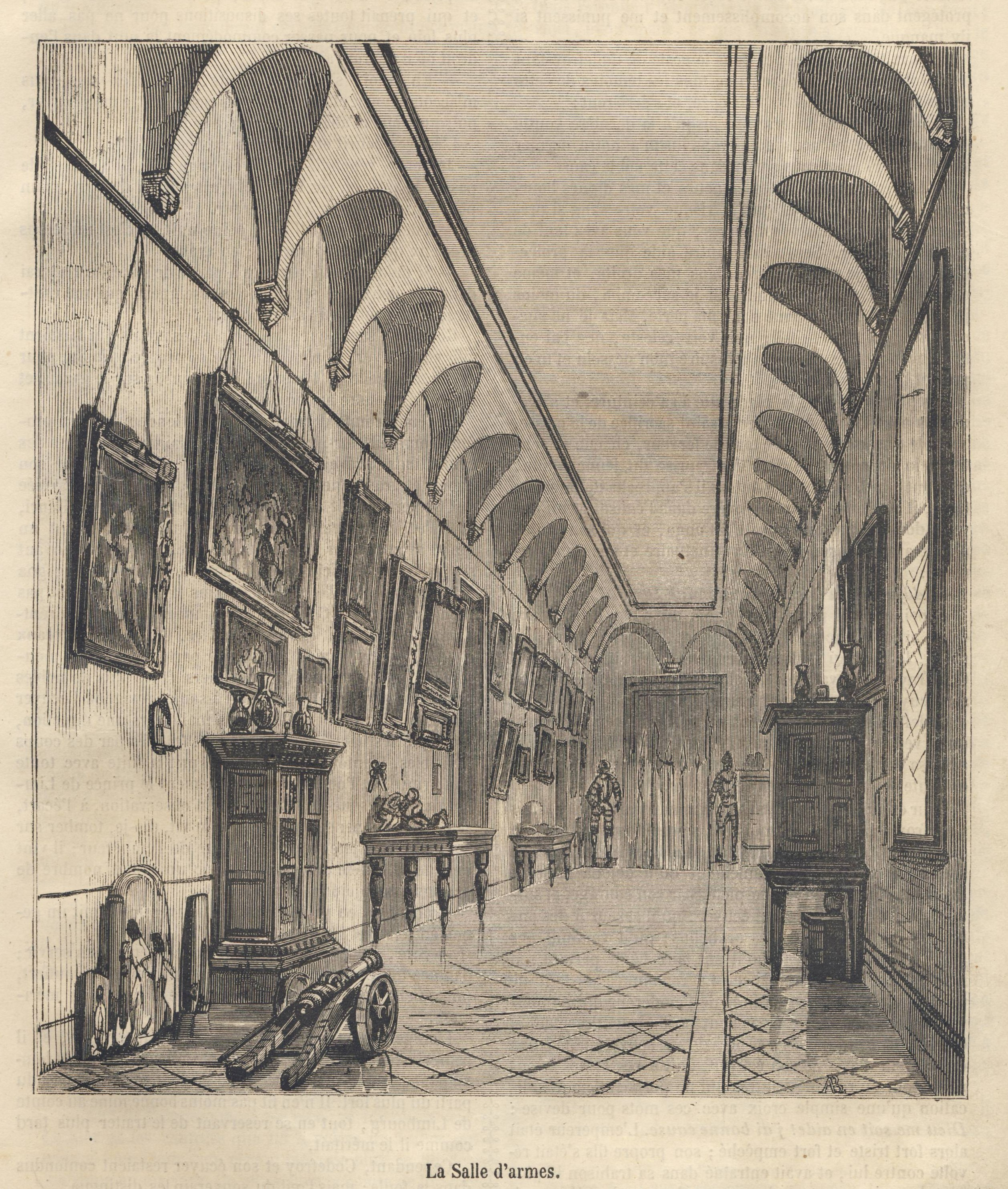
La salle d'armes en 1843.
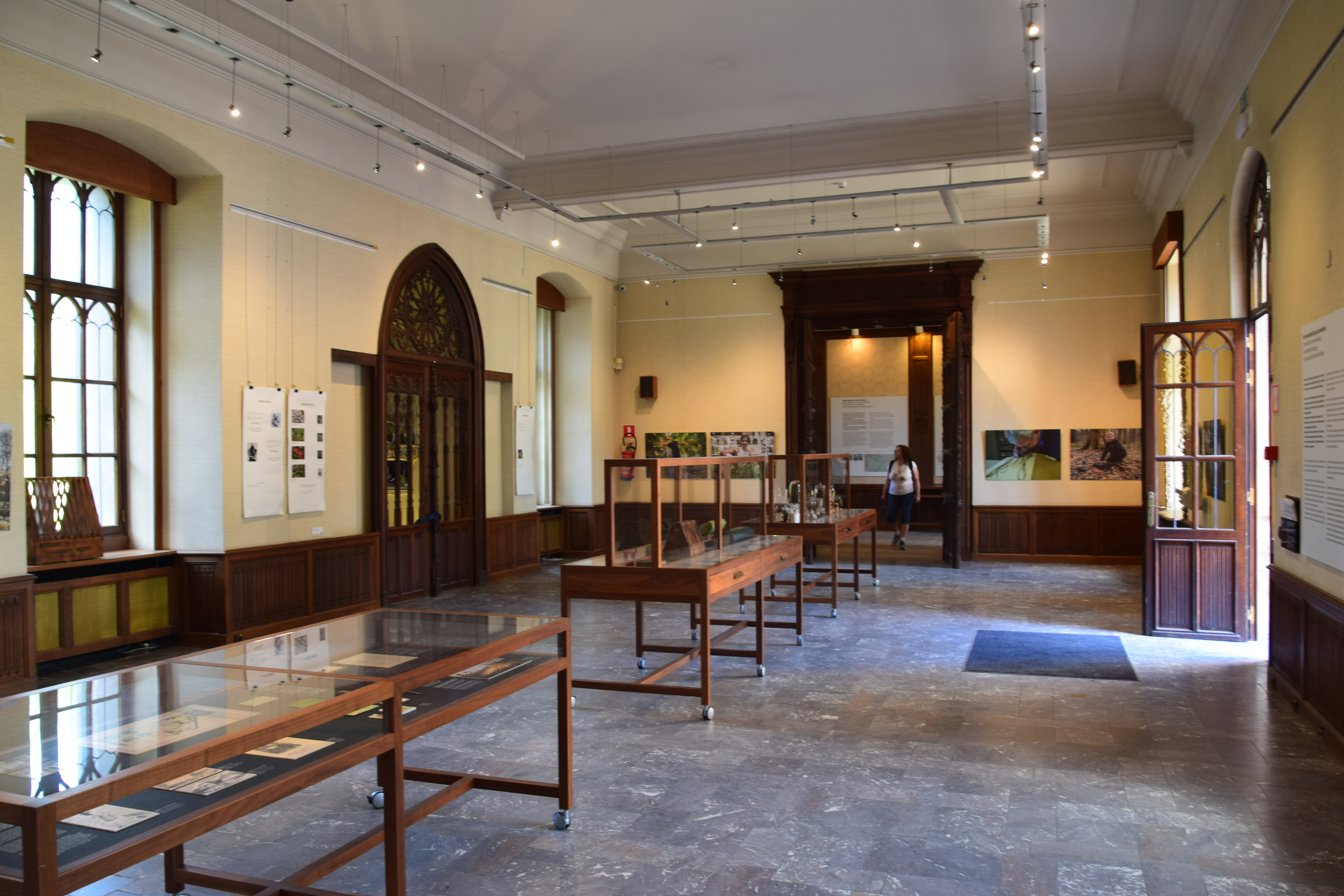
Exposition permanente dans la salle d'armes (2022).

## Étymologie
Malgré son nom d'apparence français, Bouchout est un nom flamand, qui s'écrirait Boekhout en graphie moderne, prononcé [bukhɑʊt]. Il signifie « bois de hêtres », boek étant une variante dialectale de beuk, « hêtre », et  hout signifiant « bois ». Ce toponyme est fréquent dans l'aire néerlandophone.
Une autre étymologie infondée, qui invoque la position du château dans un lieu militaire stratégique pour postuler que Bouchout est une injonction : Boog-hout qui signifierait « tenez votre arc tendu »,.